# Vietkey
Vietkey là một chương trình dùng để nhập các ký tự tiếng Việt và một số ngôn ngữ khác, do nhóm Vietkey Group phát triển. Đây từng được xem là phần mềm nhập ký tự tiếng Việt mạnh nhất chạy trên hệ điều hành Windows, hỗ trợ hầu hết các bảng mã thông dụng, các kiểu gõ tiếng Việt thông dụng, cũng như khả năng hỗ trợ nhập các ký tự ngoại ngữ khác như tiếng Pháp, tiếng Nga...

## Lịch sử

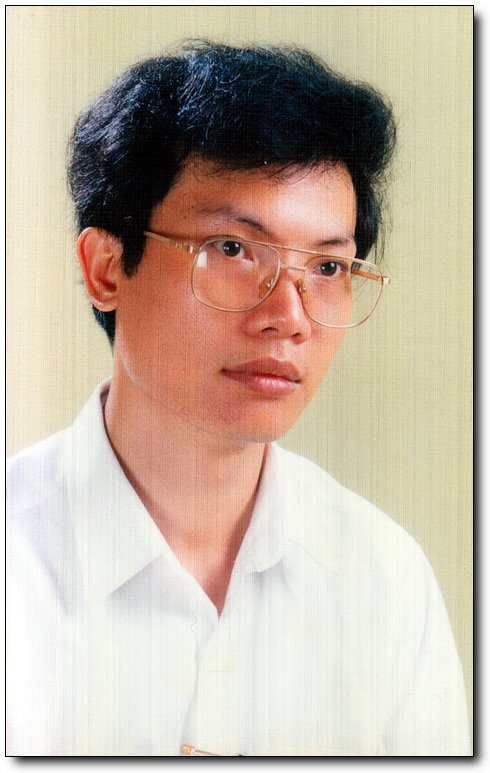
Kỹ sư Đặng Minh Tuấn, tác giả phần mềm Vietkey

### Trước 2004
Phần mềm được phát hành đầu tiên vào năm 1994 bởi Đặng Minh Tuấn, một kỹ sư trẻ của Viện Tự động hóa KTQS-Bộ Quốc phòng (nguyên là Đại tá, Tiến sĩ, Phó Giám đốc Phòng thí nghiệm trọng điểm quốc gia về an toàn thông tin). Ban đầu, phần mềm là dạng keyboard chạy trên nền Windows, được phát hành miễn phí trên Internet. Về sau, hình thành nhóm Vietkey Group do Đặng Minh Tuấn làm trưởng nhóm, phát triển cả bộ công cụ Vietkey, bao gồm cả bộ Vietkey Office dùng để chuyển đổi bảng mã ký tự Việt, các công cụ Vietkey 4 Palm, Vietkey 4 PPC, Vietkey 4 Linux và cả hệ điều hành Vietkey Linux. Nhóm đã góp phần tích cực trong việc vận động áp dụng bảng mã UNICODE tại Việt Nam thay cho các bảng mã TCVN3 và VNI cũ.

### Sau 2004
Sau năm 2004, nhóm Vietkey không phát triển thêm các sản phẩm xử lý ký tự tiếng Việt nữa do tiêu chuẩn về bảng mã UNICODE đã được chính thức áp dụng tại Việt Nam. Vì vậy phần mềm Vietkey chỉ dừng lại ở phiên bản 2002. Tuy nhiên, vẫn có thể tìm thấy những bản Vietkey không chính thức được phát triển sau này do chính tác giả Đặng Minh Tuấn phát hành. Hiện phiên bản không chính thức cuối cùng là VietKey 2007.

## Các bảng mã hỗ trợ
- TCVN3 - ABC
- Unicode 16-bit dựng sẵn và tổ hợp cho C và HTML
- VIQR
- VNI Win
- Vietnamese CP 1258 của Microsoft.
- IBM CP-01129 do IBM phát triển.

## Các kiểu gõ hỗ trợ
- Telex
- VNI

## Các ngôn ngữ hỗ trợ
- Chương trình hỗ trợ gõ các ngôn ngữ gồm: tiếng Anh, tiếng Việt, tiếng Pháp, tiếng Đức, tiếng Nga.
- Giao diện phần mềm chỉ hỗ trợ:Tiếng Anh, tiếng Việt.

## Chức năng khác
- Bỏ dấu kiểu cũ, bỏ dấu ngay sau nguyên âm, bỏ dấu tự do.
- Kiểm tra chính tả.